# Anders Andersson
Anders Andersson (Tomelilla, Suecia, 15 de marzo de 1974) es un ex-futbolista sueco, se desempeñaba como centrocampista. Con la selección de fútbol de Suecia participó en dos Eurocopas (2000, 2004) y unos Juegos Olímpicos (1992). A nivel de clubes se destacó en la década de 1990 con el equipo de Malmö FF de su país donde debutó como profesional jugando 126 partidos y anotando 19 goles, tras su salida del Malmö FF, sus equipos de mayor renombre fueron el Blackburn Rovers en 1997 y el SL Benfica en 2001, con este último ganó la copa de Portugal en 2004, a principios de 2008 anunció su retirada del fútbol profesional a los 34 años siendo el Malmö FF su último club.

## Clubes
| Club             | País       | Año         | Partidos | Goles |
| Malmö FF         | Suecia     | 1990 - 1997 | 126      | 19    |
| Blackburn Rovers | Inglaterra | 1997 - 1999 | 4        | 0     |
| Aalborg BK       | Dinamarca  | 1999 - 2001 | 70       | 8     |
| SL Benfica       | Portugal   | 2001 - 2004 | 49       | 1     |
| Os Belenenses    | Portugal   | 2004 - 2005 | 36       | 0     |
| Malmö FF         | Suecia     | 2005 - 2008 | 56       | 5     |

- Datos: Q490729